# Есенс Карсон
Есенс Карсон (енгл. Essence Carson; Патерсон, 28. јул 1986) је америчка кошаркашица која игра у оквиру Женске националне кошаркашке асоцијације за тим Лос Анђелес спаркс.

## Приватан живот
Карсонова је рођена у Патерсону, 28. јула 1986. године у породици са још троје деце. Спортом је почела да се бави када је имала 11 година и похађала уметничку школу Роза. Л. Паркс, у оквиру Источне средње школе у Патерсону. У школи је играла одбојку и била државни шампион у трчању на 400 метара. Њен млађи брат Шекил Томас играо је кошарку за Универзитет Синсинати. Дипломирала је психологију, као и музику на Рутгерс универзитету, 2008. године.
Поред кошарке којом се и данас бави, Карсонова од 2012. године сарађује са непрофитном организацијом Иницијатива за здравље преко које држи едукативну кампању о подизању свести људи у вези здравља и борбу за једнакост здравља.

## Кошарка на колеџу
Карсонова је похађала и играла кошарку на Рутгерс универзитету, четири сезоне током школовања. Током њене кошаркашке каријере на колеџу играла је на позицији бека и крила. У њено првој сезони добила је у два наврата награду за најбољег одбрамбеног играча године. За време њене сениорске каријере, приступила је WNBA драфту 2006. године.

## Статистика на колеџу
| Година     | Тим                 | ОУ  | ПШ%  | 3П%  | СБ%  | СПУ | АПУ | ППУ  |
| ---------- | ------------------- | --- | ---- | ---- | ---- | --- | --- | ---- |
| 2004-2005. | Рутгерс универзитет | 23  | 41.4 | 32.0 | 70.0 | 8.3 | 1.3 | 10.1 |
| 2005-2006. | Рутгерс универзитет | 32  | 38.5 | 28.6 | 78.6 | 4.2 | 2.6 | 8.3  |
| 2006-2007. | Рутгерс универзитет | 35  | 40.2 | .327 | 79.9 | 6.3 | 2.9 | 12.3 |
| 2007-2008. | Рутгерс универзитет | 31  | 42.2 | 33.7 | 73.4 | 5.2 | 2.6 | 10.8 |
| Каријера   | Рутгерс универзитет | 121 | 40.5 | 32.8 | 76.8 | 5.8 | 2.4 | 10.4 |

## WNBA каријера
Карсонова је изабрана за седмог пика за време WNBA драфта 2008. године, од стране екипе Њујорк либерти. По прикључењу у тим одмах је заиграла и својим доприносом помогла му да се тим пласира у прву рудну доигравање такмичења 2008. године. Ипак, Њујорк либерти изгубио је од Детроит шока и испао из такмичења. У сезони 2011. године Карсонова је изабрана за WNBA олстар први пут у њеној каријери и била друга постава током трајања такмичења. Постизала је 11,3 поена по утакмици. Током WNBA олстара 2011. године Карсонова је постигла 13 поена. 2012. године Карсонова је обновила уговор са Њујорк либерти тимом и остала у њему. 9. јуна 2013. године током утакмице WNBA шампионата против Атланте дрим, Карсонова је повредила лигамнете у левом колену и морала је да паузира до краја сезоне.. Пре повреде она је за свој тим у прве три утакмице постизала просечно 17,7 поена и забележила 6,3 скока. Након опоравка њена минутажа у игри је значајно опала, а у сезонама 2014. и 2015. године играла је другу поставу. 31. марта 2016. године поново је обновила истекли уговор са екипом Лос Анђелес спаркс и заиграла у првој постави, где је мењала повређену Рикун Вилијамс, која је пропустила целу сезону. Током сезоне 2016. године, Карсонова је заиграла у првој постави на позицији бека, а пре тога играла је на крилној позицији. Заједно са Кандас Паркер и Кристи Толивер помогла је својој екипи да у шампионату остваре 26 победа са само 8 пораза и заузму друго место у лиги. Карсонова је одиграла свој први WNBA шампионат са екипом Лос Анђелес спаркс 2016. године.
У фебруару 2017. године поново је обновила свој уговор са тимом. Током сезоне 2017. године играла је стартну поставу на позицији бека. Њен тим је и ову сезону завршио истим учинком, са 26 победа и 8 пораза, као другопласирани у лиги.

## Кошарка ван Сједињених Држава
Током WNBA паузе у сезони 2008/2009. године, Карсонова је играла у Италији за клуб Венеција. Током паузе 2009/2010. године играла је у Француској за ЦЈМ бургес, а у паузи сезоне 2010/2011. играла је у Мађарској за клуб ЦМ карго. Током периода паузе 2011/2012. године вратила се у Француску и поново заиграла за клуб ЦЈМ бургес.
Током паузе WNBA шампионата 2012/2013. године играла је у Шпанији за клуб Ривас екополис и провела други део паузе у клубу универзитета Истанбул у Турској. Током паузе 2015/2016. године Карсонова је поново играла у Турској у клубу Цаник беледијеси. У новембру 2016. године потписала је за клуб Јакин догу, током паузе WNBA сезоне 2016/2017. и освојила шампионат са својим тимом.

## Кошарка за репрезентацију Сједињених Држава
Карсонова је била чланица женске кошаркашке репрезентације Сједињених Држава до 18. година, са којим је освојила златну медаљу на Америчком првенству у кошарци у Мајагвезу у Порторику. Шампионат је одржан у августу 2004. године, када је репрезентација Сједињених Држава у финалу победила Порторико и освојила прво место. Карсонова је током такмичења постизала просечно 8,7 поена по утакмици.
Карсонова је наставила да игра за репрезентацију, а овај пут за тим до 19. година, када је са репрезентацијом Сједињених Држава освојила златну медаљу на Светском првенству 2005. године у Тунису. Током шампионата убацивала је 5,6 поена по утакмици.
Своју каријеру у репрезентацији наставила, а овај пут у тиму Сједињених Држава до 20. година. На Америчком првенству у кошарци 2006. године, освојила је са својим тимом златну медаљу. 2007. године у Москви са својим тимом још Сједињених Држава до 20. година још једном је освојила златну медаљу на ФИБА шампионату.

## Музичка каријера
Поред кошарке, Карсонова се бави и хип хоп музиком. Под псеудонимом Припи снима песме и ради музичку продукцију. 12. новембра 2013. године изабцила је свој први албум под називом Покварен дневник. Карсонова је 70% песама на албуму сама продуцирала, а за два сингла - Хејтер и Љубавно писмо избацила је спотове. Карсонова је навела да су у изузетној мери на њу утицали Стиви Вондер, Реј Чарлс, Џеј-Зи, Миси Елиот и Џ. Кол. У јануару 2016. године Карсонова је објавила да ради на свом другом албуму.

## WNBA статистика каријере
| † | Године када је Карсонова освојила WNBA шампионат |

### Статистика сезона
| Сезона   | Екипа              | ОУ  | СУ  | МПУ  | ПШ%  | 3П%  | СБ%  | СПУ | АПУ | УПУ | БПУ | ППУ  |
| -------- | ------------------ | --- | --- | ---- | ---- | ---- | ---- | --- | --- | --- | --- | ---- |
| 2008     | Њујорк либерти     | 34  | 30  | 19.0 | 37.6 | 27.6 | 67.4 | 2.2 | 0.9 | 0.9 | 0.2 | 6.6  |
| 2009     | Њујорк либерти     | 34  | 34  | 25.3 | 40.8 | 33.3 | 91.7 | 2.1 | 1.4 | 1.0 | 0.2 | 10.0 |
| 2010     | Њујорк либерти     | 34  | 0   | 9.6  | 40.7 | 16.  | 68.8 | 1.6 | 0.7 | 0.4 | 0.2 | 3.7  |
| 2011     | Њујорк либерти     | 32  | 5   | 22.7 | 43.7 | 38.7 | 73.8 | 2.8 | 1.7 | 1.1 | 0.6 | 11.3 |
| 2012     | Њујорк либерти     | 34  | 23  | 27.3 | 40.0 | .343 | .778 | 3.4 | 1.7 | 1.0 | 0.7 | 11.6 |
| 2013     | Њујорк либерти     | 4   | 4   | 29.5 | 55.0 | 33.3 | 85.7 | 5.5 | 1.8 | 0.5 | 0.5 | 14.3 |
| 2014     | Њујорк либерти     | 26  | 11  | 14.0 | .354 | 29.2 | 83.3 | 1.7 | 0.9 | 0.3 | 0.1 | 3.3  |
| 2015     | Њујорк либерти     | 33  | 12  | 19.5 | 38.0 | 24.5 | 77.3 | 2.3 | 1.3 | 0.4 | 0.1 | 6.1  |
| 2016†    | Лос Анђелес спаркс | 34  | 34  | 23.3 | 44.9 | 35.9 | 89.1 | 2.0 | 1.5 | 1.0 | 1.2 | 8.1  |
| 2017     | Лос Анђелес спаркс | 24  | 14  | 19.3 | 40.4 | 25   | 87.5 | 1.7 | 1.2 | 0.6 | 0.7 | 4.8  |
| Каријера | 10 година, 2 тима  | 289 | 167 | 20.3 | 40.9 | 31.7 | 79.2 | 2.3 | 1.3 | 0.8 | 0.3 | 7.5  |

### Плеј-оф
| Сезона   | Екипа              | ОУ | СУ | МПУ  | ПШ%  | 3П%  | СБ%  | СПУ | АПУ | УПУ | БПУ | ППУ  |
| -------- | ------------------ | -- | -- | ---- | ---- | ---- | ---- | --- | --- | --- | --- | ---- |
| 2008     | Њујорк либерти     | 6  | 6  | 16.8 | 48.5 | 16.7 | 50.0 | 1.5 | 0.8 | 0.1 | 0.3 | 5.7  |
| 2010     | Њујорк либерти     | 5  | 0  | 25.0 | 53.6 | 44.4 | 80.0 | 3.2 | 0.6 | 0.8 | 0.6 | 13.6 |
| 2011     | Њујорк либерти     | 3  | 0  | 22.0 | 35.7 | 20.0 | 66.7 | 3.3 | 1.3 | 2.0 | 0.3 | 9.0  |
| 2012     | Њујорк либерти     | 2  | 2  | 28.5 | 25.0 | 16.7 | 000  | 4.0 | 1.0 | 0.5 | 0.5 | 6.5  |
| 2015     | Њујорк либерти     | 6  | 0  | 14.1 | 42.3 | 33.3 | 97   | 1.0 | 0.7 | 0.1 | 0.0 | 4.2  |
| 2016†    | Лос Анђелес спаркс | 9  | 9  | 25.2 | 33.3 | 25.8 | 50.0 | 2.3 | 1.2 | 0.4 | 0.1 | 6.7  |
| 2017     | Лос Анђелес спаркс | 8  | 0  | 12.7 | 40.0 | 000  | 71.4 | 1.1 | 0.4 | 0.6 | 0.2 | 3.1  |
| Каријера | 7 година, 2 тима   | 39 | 17 | 19.5 | 40.4 | 24.6 | 679  | 2.0 | 0.8 | 0.6 | 0.3 | 6.5  |